# Meteorito Sylacauga

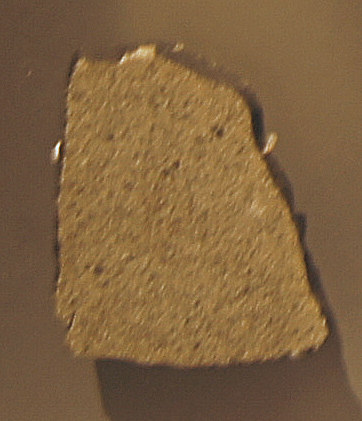
Meteorito Sylacauga, en el museo Smithsoniano de Historia Natural(Estados Unidos).

El meteorito Sylacauga cayó el 30 de noviembre de 1954 a las 14:46 hora local (18:46 UTC) en el pueblo de Sylacauga (estado de Alabama), en Estados Unidos.
A menudo es erróneamente denominado meteorito Hodges, el cual fue realmente un fragmento del propio meteorito. El meteorito Hodges es el primer objeto , del que se tiene constancia, que ha lesionado a un ser humano. Fue un fragmento del tamaño de un pomelo grande, que se desprendió del meteorito Sylacauga, que cayó el 30 de noviembre de 1954. Perforó limpiamente el techo de una casa de madera situada en Oak Grove (estado de Alabama), atravesó las sucesivas capas y estantes de un mueble de madera dura, rebotó en una radio situada en una de las habitaciones y golpeó a Ann Elizabeth Hodges (2 de febrero de 1920 - 10 de septiembre de 1972), que estaba durmiendo en un sofá en ese momento. La mujer, que tenía 34 años, fue gravemente golpeada en la cadera izquierda. Logró sobrevivir pero el incidente le causó secuelas psicológicas. El evento recibió atención mediática mundial.
Después del meteorito Hodges, no sería el único objeto extraterrestre que ha impactado a un humano. El 14 de agosto de 1992 un fragmento muy pequeño (3 g) del meteorito Mbale golpeó a un joven ugandés pero había sido frenado por un árbol y no le causó ninguna lesión. En febrero de 2013, un meteoro cayó sobre los Urales y los científicos dijeron que fue el mayor registrado en más de un siglo. Más de 1.600 personas resultaron lesionadas por la onda expansiva y hubo daños materiales generalizados en la ciudad siberiana de Cheliábinsk. El 8 de febrero de 2016, en la India, la onda expansiva de un meteorito mató a un chofer de autobús que estaba en una cafetería junto a la que se produjo el impacto y otras tres personas resultaron heridas.

## Bola de fuego
El meteorito provocó una especie de bola de fuego visible a gran distancia que atravesó la atmósfera. El rayo de luz fue visto por numerosos testigos, a pesar de que el meteorito cayó cuando aún estaba amaneciendo.

## Acontecimientos
La Fuerza Aérea de los Estados Unidos envió un helicóptero para transportar el meteorito. Eugene Hodges, el marido de la mujer que fue golpeada, contrató un abogado para recuperarlo. El dueño de la vivienda de los Hodges (vivían en una casa de alquiler), Bertie Guy, también lo reclamó, con la finalidad de reparar los daños que había ocasionado en la casa. Hubo ofertas de hasta 5000 dólares estadounidenses por el meteorito. En el momento que fue devuelto a la familia Hodges, casi un año después, la atención mediática había disminuido y no fueron capaces de encontrar un comprador dispuesto a pagar una cantidad razonable.
Ann Hodges estaba molesta por el acoso de los medios y la disputa legal por la propiedad del meteorito le había causado mucho estrés. Así que, en contra de la voluntad de su marido, donó el fragmento al Alabama Museum of Natural History alojado en la Universidad de Alabama en Tuscaloosa.

## Fragmentos
Tras su entrada en la atmósfera, el meteorito Sylacauga se fragmentó en al menos 3 pedazos:
1. Fragmento Hodges (3.86 kg - 33°11′18.1″N 86°17′40.2″O / 33.188361, -86.294500), que atravesó el tejado de la casa situada en Oak Grove e hirió en el costado izquierdo a Ann Elizabeth Hodges (1923-1972). Se convirtió en el primer objeto extraterrestre del que se tenga constancia que ha impactado con un ser humano.
2. Fragmento McKinney (1.68 kg - 33°13′08.4″N 86°17′20.7″O / 33.219000, -86.289083), que fue encontrado el día siguiente.
3. Se cree que un tercer fragmento impactó en algún lugar cercano a Childersburg (a pocos kilómetros al noroeste de Oak Grove).

## Clasificación
El meteorito Sylacauga está clasificado como un meteorito de condrita ordinaria del grupo H4 (con alta concentración de hierro, un tipo "vulgar" de meteorito, ya que cerca del 40 % de los meteoritos presentan estas características).